# Německo na zimních olympijských hrách
Německo na zimních olympijských hrách startuje od roku 1928. Toto je přehled účastí, medailového zisku a vlajkonošů na dané sportovní události.

## Účast na Zimních olympijských hrách
| Dějiště ZOH                 | ZOH                                       | Vlajkonoš                                             | Zlatá medaile | Stříbrná medaile | Bronzová medaile | Celkem |
| --------------------------- | ----------------------------------------- | ----------------------------------------------------- | ------------- | ---------------- | ---------------- | ------ |
| 1928 Svatý Mořic            | ZOH 1928                                  | Karl Neuner                                           |               |                  | 1                | 1      |
| 1932 Lake Placid            | ZOH 1932                                  | Martin Schröttle                                      |               |                  | 2                | 2      |
| 1936 Garmisch-Partenkirchen | ZOH 1936                                  | Georg von Kaufmann                                    | 3             | 3                |                  | 6      |
| 1948 Svatý Mořic            | 1948                                      |                                                       |               |                  |                  | Ne     |
| 1952 Oslo                   | ZOH 1952                                  | Helmut Böck                                           | 3             | 2                | 2                | 7      |
| 1956 Cortina d'Ampezzo      | ZOH 1956 (jako Společné německé družstvo) | Andreas Ostler                                        | 1             |                  | 1                | 2      |
| 1960 Squaw Valley           | ZOH 1960 (jako Společné německé družstvo) | Helmut Recknagel                                      | 4             | 3                | 1                | 8      |
| 1964 Innsbruck              | ZOH 1964 (jako Společné německé družstvo) | Georg Thoma                                           | 3             | 3                | 3                | 9      |
| 1968 Grenoble               | Německo bylo rozděleno na SRN a NDR       |                                                       |               |                  |                  |        |
| 1972 Sapporo                | Německo bylo rozděleno na SRN a NDR       |                                                       |               |                  |                  |        |
| 1976 Innsbruck              | Německo bylo rozděleno na SRN a NDR       |                                                       |               |                  |                  |        |
| 1980 Lake Placid            | Německo bylo rozděleno na SRN a NDR       |                                                       |               |                  |                  |        |
| 1984 Sarajevo               | Německo bylo rozděleno na SRN a NDR       |                                                       |               |                  |                  |        |
| 1988 Calgary                | Německo bylo rozděleno na SRN a NDR       |                                                       |               |                  |                  |        |
| 1992 Albertville            | ZOH 1992                                  | Wolfgang Hoppe                                        | 10            | 10               | 6                | 26     |
| 1994 Lillehammer            | ZOH 1994                                  | Mark Kirchner                                         | 9             | 7                | 8                | 24     |
| 1998 Nagano                 | ZOH 1998                                  | Jochen Behle                                          | 12            | 9                | 8                | 29     |
| 2002 Salt Lake City         | ZOH 2002                                  | Hilde Gergová                                         | 12            | 16               | 8                | 36     |
| 2006 Turín                  | ZOH 2006                                  | Kati Wilhelmová                                       | 11            | 12               | 6                | 29     |
| 2010 Vancouver              | ZOH 2010                                  | André Lange                                           | 10            | 13               | 7                | 30     |
| 2014 Soči                   | ZOH 2014                                  | Maria Höflová-Rieschová                               | 8             | 6                | 5                | 19     |
| 2018 Pchjongčchang          | ZOH 2018                                  | Eric Frenzel (zahájení) Christian Ehrhoff (zakončení) | 14            | 10               | 7                | 31     |
| 2022 Peking                 | ZOH 2022                                  | Francesco Friedrich Claudia Pechsteinová              | 12            | 10               | 5                | 27     |
| 2026 Milán                  | ZOH 2026                                  |                                                       |               |                  |                  |        |
| Celkem                      | 24                                        |                                                       | 112           | 104              | 70               | 286    |
| Zdroj na Olympedia.org      |                                           |                                                       |               |                  |                  |        |